# Serruria brevifolia
Serruria brevifolia är en tvåhjärtbladig växtart som beskrevs av Phillips & Hutchinson. Serruria brevifolia ingår i släktet Serruria och familjen Proteaceae. Inga underarter finns listade i Catalogue of Life.